# Хлудовски псалтир
Хлудовският псалтир е византийски ръкопис, създаден ок. 850 г., възможно в Цариград, в Студийския манастир – пергамент, 19,5 х 15 см, 169 листа, с цветни миниатюри. Илюстрациите са надживописвани през XII–XIII век. Хлудовският псалтир е един от малкото псалтири от иконоборческия период.
Донесен е в Русия от Виктор Григорович след неговото пътешествие по балканските страни през 1844 – 1847 г. Наречен е на руския колекционер Алексей Хлудов и се пази в ръкописната колекция на Държавния исторически музей в Москва под № 129д.

## Галерия
- Възнесение Христово
- Константин Велики
- Распятие с иконоборци
- Апостол Петър и петелът